# 建設業会計
建設業会計（けんせつぎょうかいけい）とは、工事の着工から引き渡しまで1年以上かかることの多い建設業界の特殊性を考慮して作られた財務会計の制度である。同様の特徴を持つ造船業などにおいても適用される。

## 会計基準
日本において長期請負工事に関する収益の計上は、従来は工事完成基準又は工事進行基準の選択適用が認められていたが、2007年12月7日に公表された企業会計基準第15号によって、2009年4月1日以降に始まる会計年度分からは、土木、建築、造船、大型機械装置の製造、受託ソフトウェア開発などの、工事収益総額、工事原価総額、決算日における進捗度の3点が信頼性を持って見積れる長期請負工事では、工事完成基準ではなく工事進行基準が強制適用となる。
国際会計基準においては、工事進行基準（Percentage-of-Completion method）のみが認められ、工事完成基準（Completed-Contract method）は受容されない。

## 工事進行基準
工事進行基準は決算期末に工事進捗の程度を見積り、適正な工事収益率によって工事収益の一部を当期損益計算書に計上する方法である。

### 特徴と計算式
- 請負による収益や利益を工事期間中に認識する。
- 工事に関する全ての原価はその原価が発生した期間に認識される。

工事完成度合＝累計原価／見積総原価
当期収益＝累計原価／見積総原価 × 契約価額 － 前期までに認識された収益
当期利益＝累計原価／見積総原価 × 予想総利益 － 前期までに認識された利益

### 計算例
```
                          
2006
　　　  
2007
　 　 
2008

本年度に発生した原価　      27,000     45,000　 　9,000（万円）
前年度までに発生した原価　      　0　    27,000　  72,000
工事完成までの見積原価　    
63,000
　    
8,000
        
0

見積総原価　　　　　　　　      
90,000
　   
80,000
 　 
81,000

10億円の請負契約であれば:
                         
2006
　　　  
2007
　 　 
2008

各年度の収益　　　　　　　　    
30,000
　   
60,000
 　 
10,000

各年度の利益　　　　　　　　     
3,000
　   
15,000
 　  
1,000

 となる。
```

```
原価の仕訳
2006年
（借）建設仮勘定　27,000　／（貸）現金　　　27,000
2007年
（借）建設仮勘定　45,000　／（貸）現金　　　45,000
2008年
（借）建設仮勘定　 9,000　／（貸）現金　　　 9,000
```

```
請求の仕訳（仮に各年度に4億円、4億円、2億円を請求したとする。）
2006年
（借）売掛金　    40,000　／（貸）長期請負契約の請求　40,000
2007年
（借）売掛金　    40,000　／（貸）長期請負契約の請求　40,000
2008年
（借）売掛金　    20,000　／（貸）長期請負契約の請求　20,000
```

```
現金回収の仕訳（仮に各年度に3.5億円、4億円、2.5億円の現金回収があったとする。）
2006年
（借）現金　      35,000　／（貸）売掛金   　35,000
2007年
（借）現金　      40,000　／（貸）売掛金   　40,000
2008年
（借）現金　      25,000　／（貸）売掛金   　25,000
```

```
利益の仕訳
2006年
（借）建設費用    27,000　／（貸）建設収益   30,000
     建設仮勘定   3,000　
2007年
（借）建設費用    45,000　／（貸）建設収益   60,000
     建設仮勘定  15,000　
2008年
（借）建設費用     9,000　／（貸）建設収益   10,000
     建設仮勘定   1,000　
```

```
特殊勘定である建設仮勘定の閉めの仕訳
2008年
（借）長期請負契約の請求 100,000　／（貸）建設仮勘定 100,000　
```

| 27,000 |         |
| 3,000  |         |
| 45,000 |         |
| 15,000 |         |
| 9,000  |         |
| 1,000  | 100,000 |

青は原価、緑は利益である。

## 工事完成基準
工事完成基準は、工事完成の引渡し日で一括して工事収益を当期損益計算書に計上する方法である。

### 特徴
- 請負による収益や利益を工事完成の時点で認識する。
- 工事に関する全ての原価は工事完成まで繰り延べられ工事完成の時点で収益と対応させられる。

### 計算例
（上記の工事進行基準と同じ数値の場合）
```
建設仮勘定の閉めの仕訳
2008年
（借）建設費用            81,000　／（貸）建設仮勘定  81,000（万円）　
      長期請負契約の請求 100,000　／      建設収益   100,000　
差額の19,000が利益となる。
```

## 勘定科目
建設業会計の特徴は、勘定科目にも表れている。建設業法が適用される事業では、建設業法施行規則の委任に基づく国土交通省告示により、勘定科目の名前・決め方が厳格に定められている。
完成工事高
売上勘定に相当するものである。
完成工事原価
売上原価勘定に相当するものである。
一般的な会計における製造原価は材料費・労務費・経費の3つに区分されるが、建設業会計における完成工事原価は材料費・労務費・外注費・経費の4つに区分される。
また、労務費の定義も一般的な会計における定義とは異なるものとなっている。
完成工事総利益
売上総利益に相当するものである。
未成工事支出金
製造勘定または仕掛品勘定に相当するもので、進行している工事の売上原価のうち、まだ損益計算書を通じて費用化されていないものをいう。流動資産に含まれるが、一般に流動比率の計算からは除外される。
完成工事未収入金
売掛金勘定に相当するものである。
未成工事受入金
前受金勘定に相当するもので、進行している工事の頭金等として先に受け取った金額をいう。流動負債に含まれるが、一般に流動比率・当座比率の計算からは除外される。
工事未払金
買掛金勘定に相当するものである。